# Leiocassis longirostris
Leiocassis longirostris är en fiskart som beskrevs av Günther, 1864. Leiocassis longirostris ingår i släktet Leiocassis och familjen Bagridae. IUCN kategoriserar arten globalt som otillräckligt studerad. Inga underarter finns listade i Catalogue of Life.